# الدوري التونسي لكرة اليد 1988–89
الدوري التونسي لكرة اليد 1988-1989 هو الدورة 34 من الدوري التونسي لكرة اليد للرجال. شارك فيها 16 فريقا.

فاز بهذا الموسم النادي الإفريقي، وجاء ثانيا مكارم المهدية.

## روابط خارجية
- الموقع الرسمي للجامعة التونسية لكرة اليد.